# Zweiter Anglo-Afghanischer Krieg
Ali Masjid – Peiwar Kotal – Kam Dakka – Kabul – Charasiab – Sherpur Cantonment – Ahmed Khel – Maiwand – Kandahar

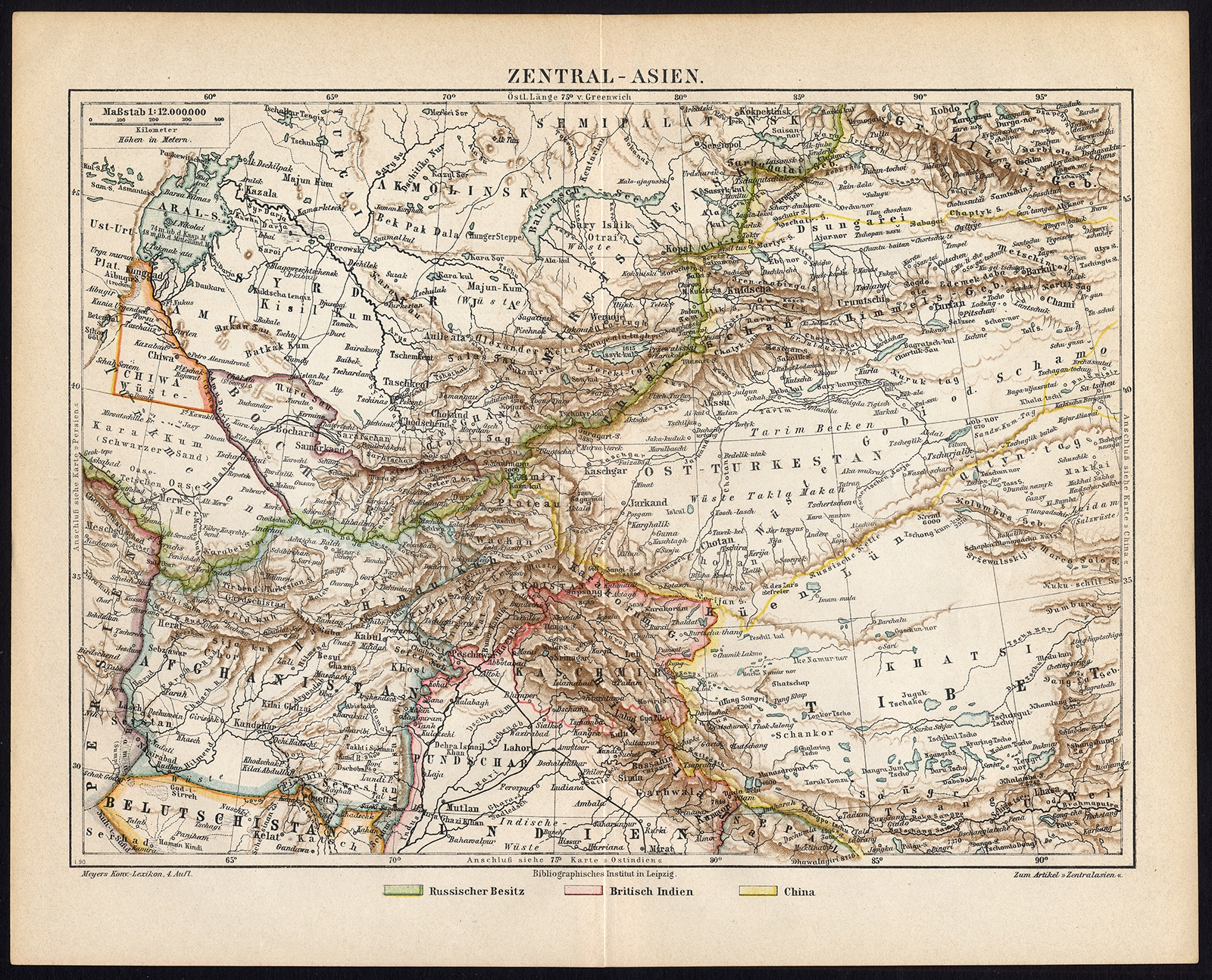
Zentralasien im 19. Jahrhundert

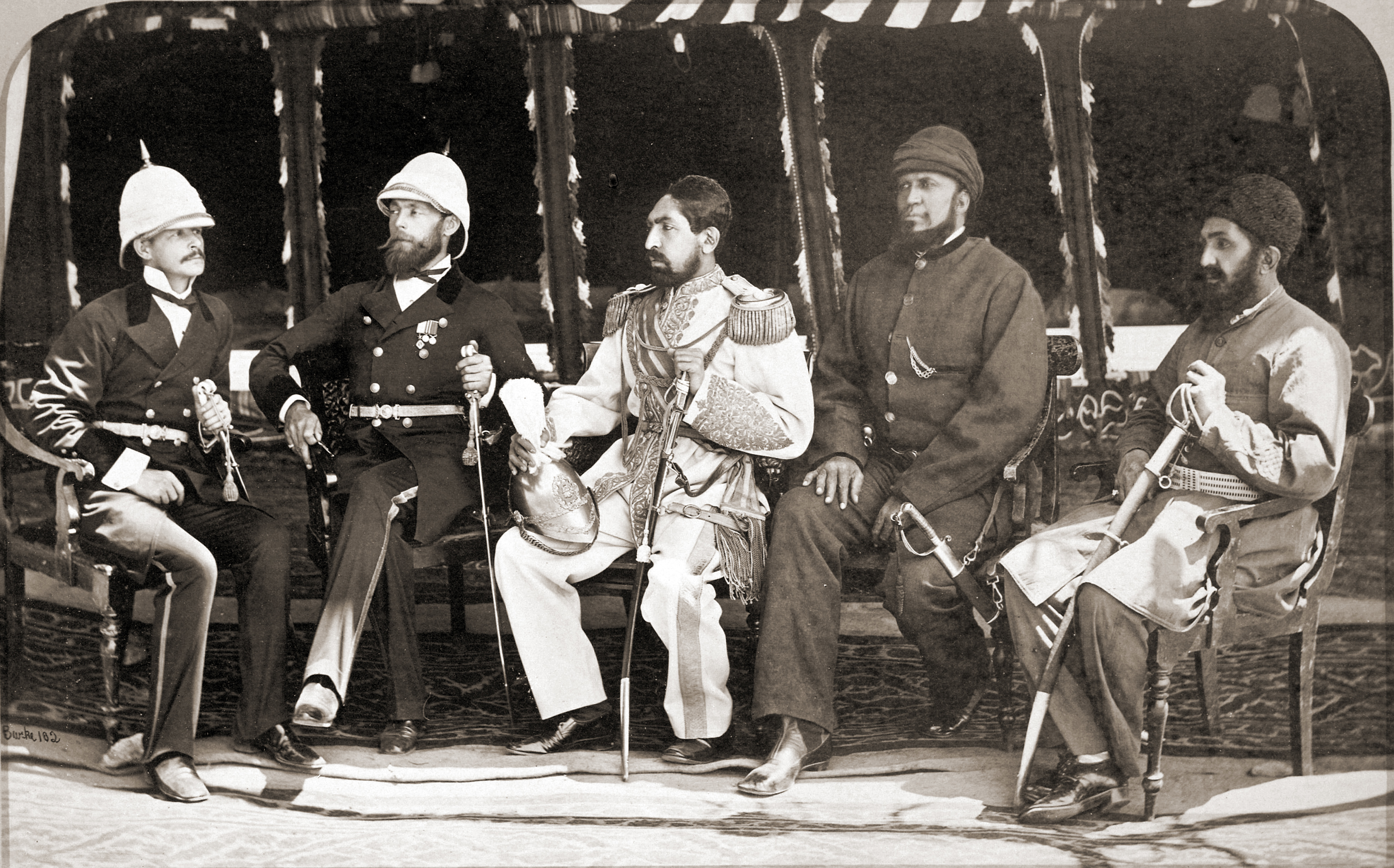
Mohammed Yakub Khan (Mitte) und Louis Cavagnari (2. v. l.) (1879)

Der Zweite Anglo-Afghanische Krieg (englisch Second (Anglo-)Afghan War) von 1878 bis 1880 war eine von drei militärischen Interventionen des Britischen Empire in Afghanistan zwischen 1839 und 1919, den Anglo-Afghanischen Kriegen. Ziel dieser Kriege war es, die britische Vormachtstellung in diesem Raum zu sichern und den Expansionsbestrebungen des Russischen Reiches Einhalt zu gebieten. Der anglo-russische Konkurrenzkampf in dieser Region wird auch als The Great Game bezeichnet.

## Hintergrund
Der Konflikt zwischen Russland und Großbritannien hatte 1839–1842 zum Ersten Anglo-Afghanischen Krieg geführt. 1852 verschärfte sich die Situation erneut mit einer russischen Expansionswelle in Mittelasien und der Unterwerfung des Khanats Kokand. Der Emir von Buchara war 1866 bis 1868 das nächste Angriffsziel der Russen. Am 13. Mai 1868 fiel Samarkand. Es entstand das Generalgouvernement Turkestan, in Nachbarschaft Afghanistans.
Nach dem Tod Dost Mohammeds, des Widersachers der Briten im Ersten Anglo-Afghanischen Krieg, war dessen Sohn Schir Ali Khan sein Nachfolger geworden. Dieser wurde aber nach nur drei Jahren von seinem älteren Bruder Mohammed Afzal Khan verdrängt. 1868 konnte Schir Ali den Emirtitel zurückerlangen. Im Juli 1878 erlaubte er Russland – zum Ärger der Briten – die Einrichtung einer Gesandtschaft in Kabul. Der Vizekönig von Indien Lord Lytton protestierte und beauftragte im September General Neville Chamberlain, ebenfalls das Recht einer Repräsentation in Kabul zu erwirken. Dessen Mission wurde jedoch von den Afghanen abgefangen und zur Umkehr gezwungen.

## Verlauf
Die Briten marschierten am 21. November 1878 mit drei Kolonnen in Afghanistan ein. Aufgrund der schlechten Erfahrungen im Ersten Anglo-Afghanischen Krieg wurden starke Kräfte der Britisch-Indischen Armee und der British Army zusammengezogen. Die größte Kolonne, die Peshawar Valley Field Force, bestehend aus zwei Divisionen mit insgesamt 16.000 Mann, unter Generalleutnant Samuel Browne, marschierte über den Chaiber-Pass und gewann die Schlacht von Ali Masjid. Die zweite Kolonne unter Generalleutnant Donald Stewart, 1. Baronet, die Kandahar Field Force, marschierte mit 13.000 Mann über den Bolan-Pass. Die kleinste Kolonne war die Kurram Valley Force unter Frederick Roberts, die über den Peiwar-Pass vorrückte. Die drei Kolonnen besetzten einen großen Teil des Landes.
Schir Ali floh nach Russland, von dem er sich Unterstützung versprach, starb aber im Februar des folgenden Jahres in Masar-e Scharif. Sein Nachfolger wurde Mohammed Yakub. Er unterzeichnete im Mai 1879 den Vertrag von Gandamak. Dieser räumte den Briten nicht nur das Recht von Residenturen in Kabul und anderen Städten ein, sondern gab ihnen auch die Kontrolle über Afghanistans Außenpolitik. Von britischer Seite wurde der Vertrag von Louis Cavagnari unterzeichnet. Dieser zog am 24. Juli 1879 mit einer Eskorte von 89 Bewaffneten als britischer Gesandter in Kabul ein. Am 3. September 1879 wurde Cavagnari mit seinem gesamten Stab von aufständischen Afghanen ermordet.
Damit begann die zweite Phase des Kriegs. In dieser besetzten zunächst die Briten unter General Frederick Roberts am 9. Oktober Kabul, wo sie im Dezember belagert wurden. Am 22. Juli 1880 setzte Roberts Abdur Rahman, Sohn des ältesten Sohns von Dost Mohammed Afzul Khan, als neuen Emir ein. Ein anderer Sohn Schir Alis, Mohammed Ayub Khan, der sich im Westen des Landes bei Herat gehalten hatte, besiegte im Juli 1880 ein britisches Heer in der blutigen Schlacht von Maiwand, wurde aber am 1. September, nachdem er die Überlebenden in Kandahar belagert hatte, von Roberts’ Truppen in der Schlacht von Kandahar geschlagen.

## Folgen
Am 1. September 1880 wurde Abdur Rahman Khan neuer Emir von Afghanistan. Mohammed Ayub Khan ging nach Persien ins Exil und später nach Indien, wo er 1914 starb. Die Kontrolle über die afghanische Außenpolitik musste von Abdur Rahman Khan an die Briten abgegeben werden. Abdur Rahman Khan erhielt dafür eine jährliche finanzielle Unterstützung. Die im April 1880 gewählte neue britische Regierung unter William Ewart Gladstone gab sich, auch aufgrund der hohen Kosten der Besetzung, mit dem Erreichten zufrieden und beschloss 1881 den Abzug der Truppen. Mit der Durand-Linie gelang es Großbritannien 1893, seine kolonialen Besitzungen in Indien gegen Afghanistan abzugrenzen. Die Linie wurde nach dem damaligen Außenminister der indischen Verwaltung, Sir Henry Mortimer Durand, benannt und unter britischem Druck im Einvernehmen beider Seiten für 100 Jahre von 1893 bis 1993 beschlossen. Die Demarkationslinie wurde bewusst durch die Siedlungsgebiete der Paschtunen gelegt, um aus Afghanistan eine Pufferzone zu machen und so das Volk der Paschtunen besser kontrollieren zu können. Etwa ein Drittel Afghanistans wurde von den Briten annektiert. Diese Stammesgebiete liegen heute in Pakistan.